# In de Wereldt is veel Gevaer
De buitenplaats In de Wereldt is veel Gevaer is gelegen in de Nederlandse plaats Voorburg, provincie Zuid-Holland. Het in 1793 gebouwde hoofdgebouw staat langs de Vliet en is een rijksmonument.

## Geschiedenis
De buitenplaats op het eind van de Kleine Laan - de tegenwoordige Schoolstraat - bestond al in 1641: in dat jaar verkocht de weduwe van Joost Engels de buitenplaats aan Dirck Jansz Cluijt van Paridon.
In 1675 was Henrick Verhoeff de eigenaar. Deze Henrick was betrokken geweest bij de moord op de gebroeders De Witt drie jaar eerder. In 1678 kreeg Henrick ruzie met zijn buren: hij bouwde over de volle breedte van de Kleine Laan een poort, waardoor de overige bewoners van het straatje geen toegang meer hadden tot de Vliet. Zij hadden echter een 1545 een vrije toegang gekregen tot de Vliet. De zaak kwam uiteindelijk voor het Hof van Holland en in 1681 verkocht Henrick noodgedwongen de buitenplaats.
Jan van Son werd de nieuwe eigenaar, maar verkocht de buitenplaats al na vier jaar aan Michiel Vrolick, die werkte voor de admiraliteit van Rotterdam. Vrolick verkocht het weer door aan de schipper Floris Adriaen van IJsbergen.

### Leerlooier
In 1745 verkocht Apolonia van IJsbergen, weduwe van Damianus van Hensbergen, de buitenplaats aan Jean Nau. De hugenoot Nau had al in 1738 een boerderij aan de Kleine Laan gekocht, naast de buitenplaats, om er zijn leerlooierij te vestigen. Bij de boerderij had hij putten aangelegd om de koeienhuiden in te looien.
Jean Nau liet het huis en de boerderij na aan zijn zoon Abraham Louis, die eveneens leerlooier was van beroep. Abraham huwde in 1790 Suzanne Roques. Hij besloot om in 1793 zowel de boerderij als het herenhuis af te breken en pal langs de Vliet het huidige herenhuis te bouwen. Hij bewoonde het huis tot aan zijn dood in 1810. Zijn echtgenote overleed in 1814.

### Kostschool
De buitenplaats kwam in handen van Johannes van Drunen, die het na zijn overlijden naliet aan zijn gelijknamige zoon. Sinds 1826 werd de buitenplaats verhuurd aan de Dordtenaar Bart Schreuders, die er een kostschool begon. Schreuders kocht in 1836 de naastgelegen scheepswerf die hij sloopte en verving door een park in landschappelijke stijl. In 1843 kocht Schreuders ook de buitenplaats zelf. Hij liet ten behoeve van extra leslokalen een zijvleugel toevoegen aan het huis. Het ging financieel gezien echter helemaal niet goed met het Instituut-Schreuders. Waarschijnlijk vanwege deze problemen pleegde eigenaar Bart Schreuders in 1845 zelfmoord in de duinen bij Wassenaar. Zijn vrouw en zeven minderjarige kinderen bleven achter met een failliete boedel.

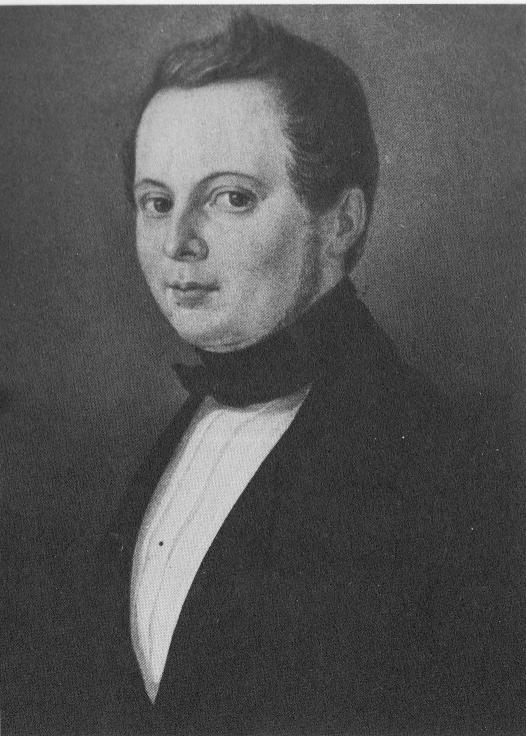
Christoffel Willem Bruijnings Ingenhoes, kostschoolhouder

In 1846 kocht de bekende kostschoolhouder Petrus de Raadt de failliete school aan. Hij liet de dagelijkse leiding over aan Christoffel Willem Bruijnings Ingenhoes, die al sinds 1839 als onderwijzer verbonden was aan het Instituut-Schreuders. Onder Bruijnings werd de kostschool een succes. Hij kocht in 1851 de kostschool over van De Raadt en ging er zelfstandig mee verder. Zijn zoon Pieter Hendrik Bruijnings Ingenhoes nam in 1877 de succesvolle kostschool over.
De familie woonde aanvankelijk in het huis zelf, maar Pieter Hendrik liet in 1896 een aparte woning bouwen even verderop. In datzelfde jaar overleed zijn vader Christoffel Willem, die al enige tijd eerder naar een pand aan de Herenstraat was verhuisd.
Begin 20e eeuw trok Pieter Hendrik zich terug uit de school, maar Jacobus Anne Hendrikus Reiziger huurde vervolgens de buitenplaats van hem om er de kostschool Instituut-Reiziger in te vestigen. Samen met zijn gezin betrok hij het herenhuis, maar in 1909 besloot Reiziger onverwacht om de deuren te sluiten, waarna het gezin naar Den Haag verhuisde.

### Wasserij en magnetiseur
Pieter Hendrik verkocht de buitenplaats in 1911 aan Friedrich Wilhelm Christiaan Waldeck, die er een wasserij in vestigde. Deze wasserij bleef bestaan tot begin jaren 60.
Na de wasserij werd de buitenplaats verhuurd aan een magnetiseur en zijn Universele Christen Gemeenschap. Deze bewoners gaven aanleiding tot allerlei geruchten over seances waarbij geesten werden opgeroepen, en het huis kwam als spookhuis bekend te staan. De bewoners zeiden bedreigingen te ontvangen en te worden beschuldigd van spionage voor Oost-Duitsland. Nadat de bewoners waren vertrokken kwam de buitenplaats in handen van dokter Schlebaum, gynaecoloog en voorvechter van abortus, waardoor er opnieuw onrust ontstond. 

### Restauratie
In 1975 brandde een deel van het dak af, maar in 1976 restaureerde de eigenaar, de aannemer Lucas, zowel het herenhuis als de 19e-eeuwse gymnastiekzaal. De aanbouw met leslokalen werd deels afgebroken. Het herenhuis werd verbouwd tot appartementencomplex.

## Beschrijving
In de verkoopakte van 1745 werd de buitenplaats omschreven als een herenhuis met een schuur en langs de Vliet een theekoepel. Nadat dit huis was afgebroken werd in 1793 het huidige neoclassicistische herenhuis gebouwd. Dit huis heeft een L-vormige plattegrond en twee bouwlagen en wordt afgedekt door een schilddak. De voorgevel bevindt zich aan de zijde van de Vliet en heeft een enigszins uitstekende middenpartij, gedekt door een tympaan met versieringen in Lodewijk XVI-stijl.
De 19e-eeuwse gymnastiekzaal is gebouwd in de vorm van een koetshuis.
De Kleine Laan is rond 1885 omgedoopt tot Schoolstraat vanwege de kostschool.

### Naamgeving
De naam ‘In de Wereldt is veel Gevaer’ is waarschijnlijk in de 17e eeuw ontstaan toen de buitenplaats in bezit was van de schipper Van IJsbergen en medewerker van de admiraliteit Vrolick. Het woord ‘gevaer’ is dubbelzinnig en verwijst niet alleen naar gevaar maar ook naar het werk van Van IJsbergen en Vrolick, namelijk de scheepvaart.
Bruijnings Ingenhoes gebruikte de naam opnieuw in de 19e eeuw als naam voor zijn kostschool. Hiermee werd zowel verwezen naar de gevaren die het leven te bieden heeft, als naar de Vliet die werd gebruikt door de scheepvaart.

## Afbeeldingen

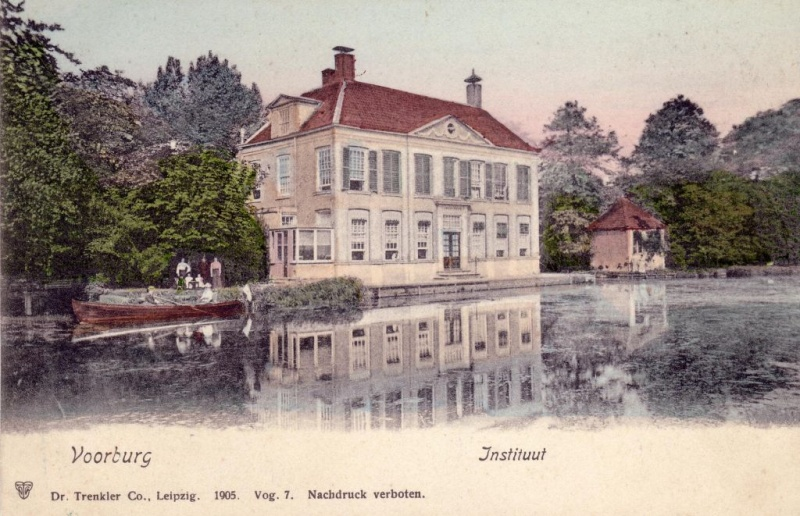
Ansichtkaart uit 1905
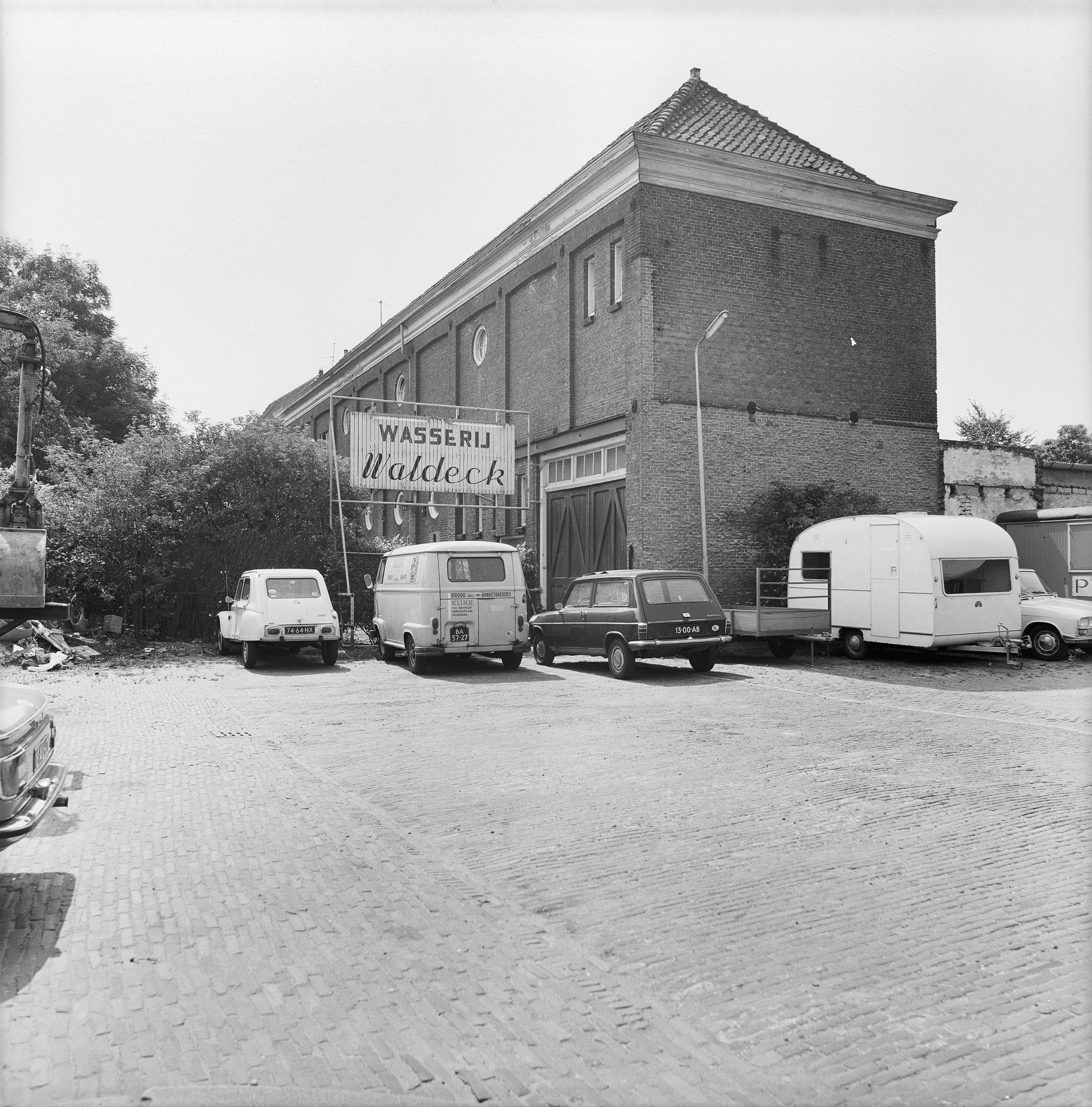
De buitenplaats in gebruik bij wasserij Waldeck
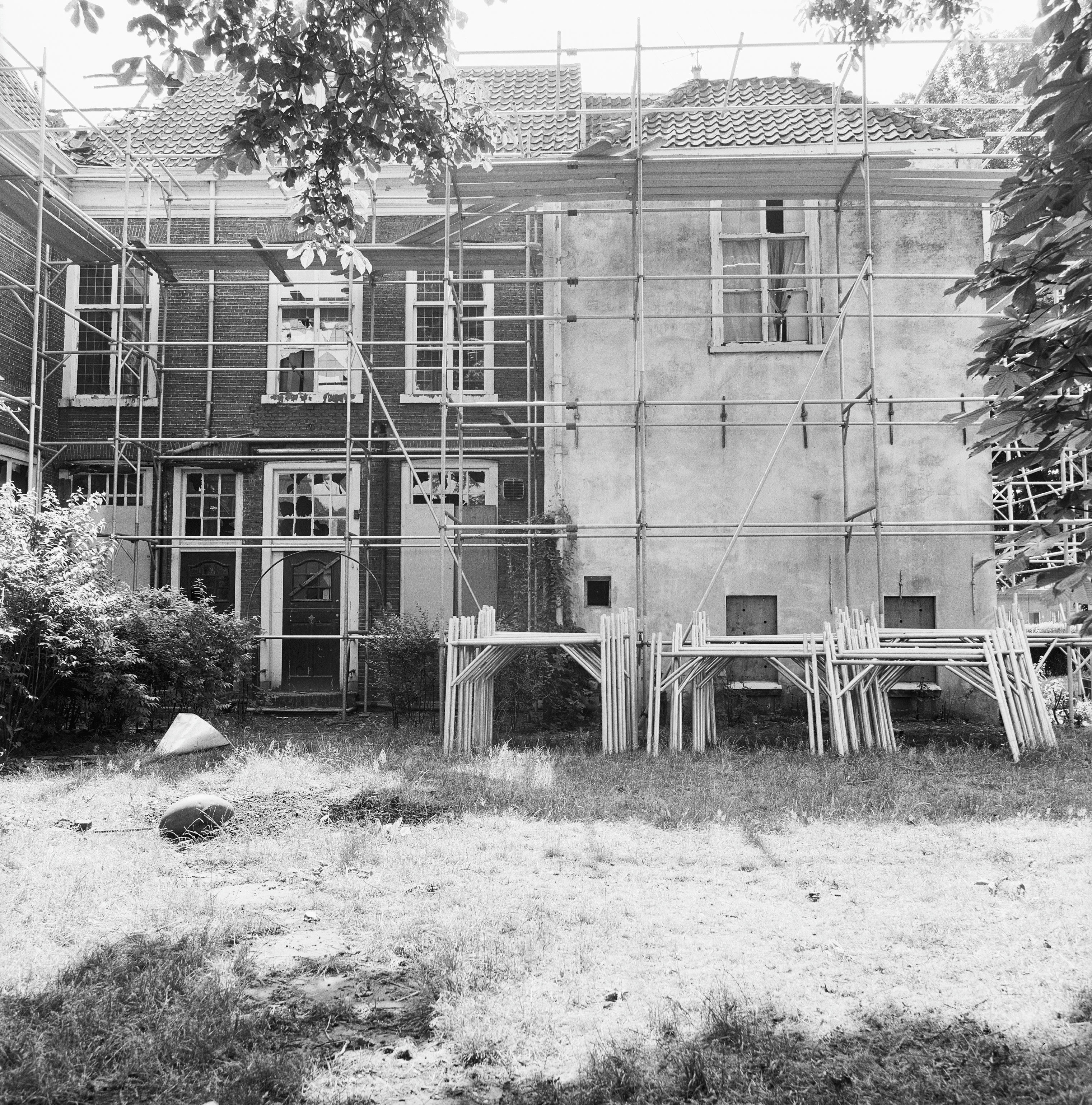
Restauratiewerk in 1976
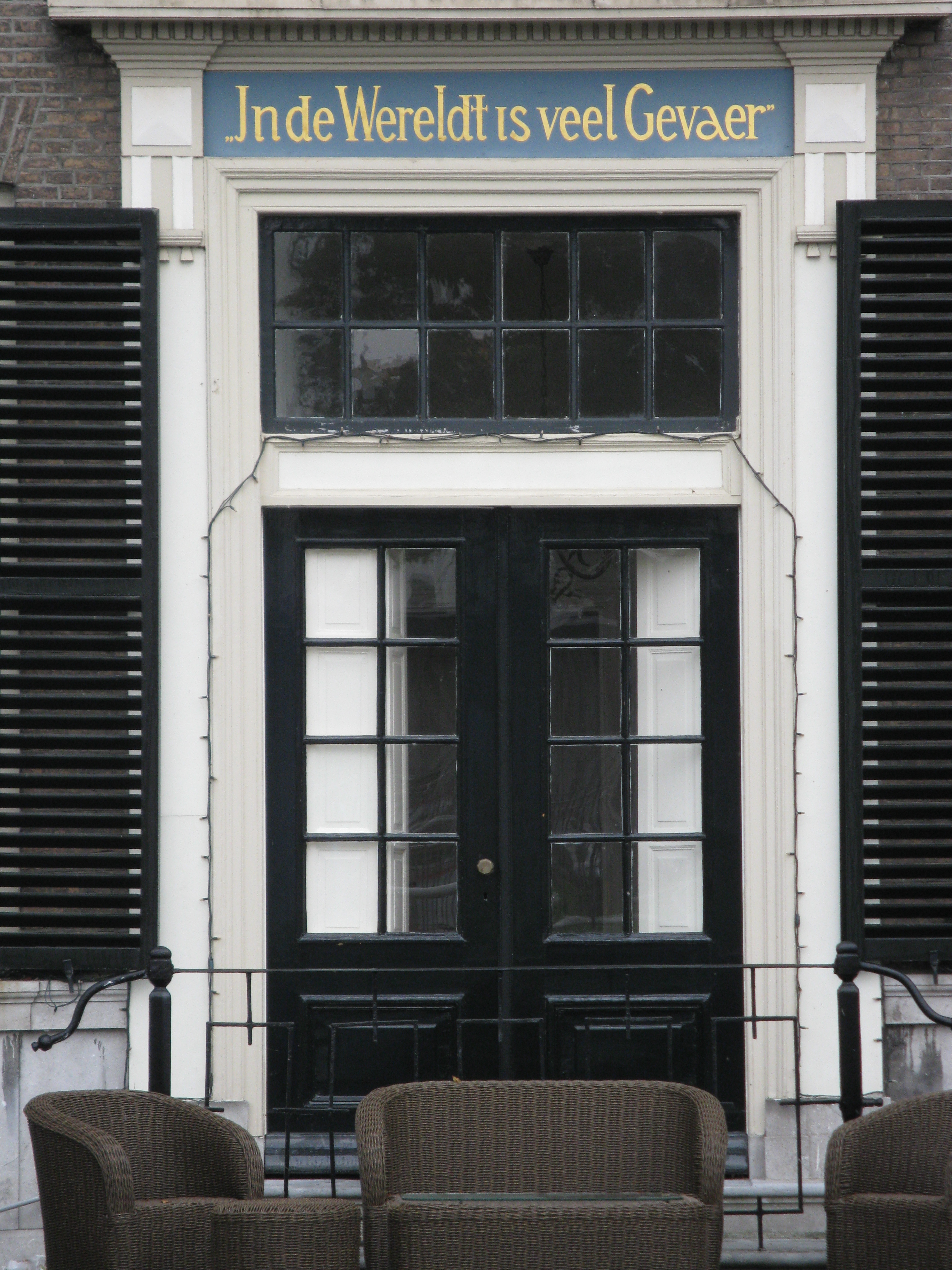
De voordeur

Arentsburgh · Damsigt · Duivenstein · Eemwijk · Heeswijk · Hoekenburg · Hoekvliet · Hofwijck · In de Wereldt is veel Gevaer · Leeuwensteijn · De Loo · Middenburg · Middendorp · Noordervliet · Rusthof · Schoonoord · Sionslust · Vliet en Burgh · Vreugd en Rust · Vrijburg · De Werve